# 苔草裂孢黑粉菌
苔草裂孢黑粉菌（学名：Schizonella melanogramma）是属于黑粉菌目黑粉菌科裂孢黑粉菌属的一种真菌，寄生在莎草科植物上。该种分布于中国、哈萨克斯坦、土库曼斯坦、格鲁吉亚、阿塞拜疆、挪威、瑞典、芬兰、爱沙尼亚、立陶宛、俄罗斯、乌克兰、摩尔多瓦、波兰、斯洛伐克、匈牙利、德国、奥地利、法国、瑞士、西班牙、意大利、罗马尼亚、希腊、加拿大、美国等地。